# Carl Rudolph (Pädagoge)
Carl Rudolph (* 18. Januar 1891 in Sayda; † 3. Februar 1955 in Leipzig) war ein deutscher Reformpädagoge und Opfer des NS- sowie DDR-Regimes (Stasiopfer). Er erwarb sich bleibende Verdienste um die Reformpädagogik.

## Leben
Nach Beendigung des Lehrerseminars in Dresden-Plauen wurde er 1912 als Volksschullehrer in Chemnitz-Glösa angestellt. 1922 avancierte er zum Schulleiter. Im Mai 1945 wurde Rudolph Mitglied des „Sozialistischen Verhandlungsausschusses Chemnitz“ und kurzzeitig Rektor der Volksschule Glösa, bis er schließlich durch seinen Freund und sozialdemokratischen Weggefährten Moritz Nestler zum Kreisschulrat für Chemnitz-Land berufen wurde. Als Schulrat legte er besondere Achtsamkeit auf die Überwindung der Unterschiede zwischen Stadt- und Landschulen sowie auf die Profilierung des sog. Kern-Kurs-Unterrichtssystems, das noch im Bildungsgesetz von 1946 festgeschrieben war, aber vor dem Hintergrund der administrativen Reformpädagogik-Ausgrenzung seit 1948 abgebaut wurde. Zeitgleich widmete er sich in der Organisation sowohl bei der Begabtenschulungen als auch der Nachhilfeförderung durch das Kursklassensystem.

## Politik
Etwa seit Mitte der 1920er-Jahre war er in Glösa als ehrenamtlicher Ortsvorsitzender und Gemeindeverordneter tätig. Im Jahre 1921 trat er sowohl der SPD als auch dem Sächsischen Lehrerverein bei.
Bereits zwölf Jahre später traf ihn das Parteiverbot der SPD sehr. Durch die nationalsozialistischer Maßregelungspraktiken kam seine gesamte Arbeit zum Erliegen.

## Verfolgung NS-Zeit
Durch den Paragraf 4 „Gesetz zur Wiederherstellung des Berufsbeamtentums“ wurde Rudolph 1933 aus dem Schuldienst entlassen und musste fortan den Lebensunterhalt seiner Familie durch eine kaufmännische Anstellungen sichern.
Zudem kam er vom Oktober 1935 bis Februar 1936 in das KZ Sachsenburg. Nach seiner Rückkehr musste er vom April 1941 bis Juni 1942 seine nächste Haftstrafe im Gestapogefängnis in Chemnitz antreten. Nach dieser Zeit folgte von August bis Dezember 1944 die Zwangsarbeit. Trotzdem engagierte er sich aktiv in der illegalen Arbeit gegen das NS-Regime. Auf die Initiative von Alfred Langguth, einem von den Nationalsozialisten entlassenen Polizeibeamten, beteiligte er sich seit 1943 an der Wiedererrichtung von illegalen sozialdemokratischen Strukturen in Chemnitz und Umgebung.

## Verfolgung in der DDR
Wie schon während der Zeit des Nationalsozialismus musste sich Rudolph nach der Zwangsvereinigung von SPD und KPD im Jahre 1946 wieder mit gleichgesinnten Demokraten illegal treffen, da er als überzeugter Demokrat frühzeitig Konflikte mit dem sozialistischen Regime hatte. Nach deren Entdeckung wurden – mit Ausnahme von ihm – alle anderen Teilnehmer des Chemnitzer Gesprächskreises ehemaliger SPD-Mitglieder, darunter neben Langguth und Nestler auch Karl Eger, Gerhard Kaderschafka, Kurt König und Fritz Uhlmann, im Frühjahr 1948 aus ihren Berufsfeldern entfernt, schließlich in der Nacht vom 18. zum 19. Februar 1949 auf Betreiben der SED-Spitzenfunktionäre in Chemnitz verhaftet und an den sowjetischen Geheimdienst ausgeliefert. Erst nach brutalem Verhör konnte seine Zugehörigkeit zu dieser Gruppe festgestellt werden. Seine Festnahme erfolgte am 21. April 1949.

## Militärtribunal
Das sowjetische Militärtribunal verurteilte – im Ergebnis eines menschlich nicht nachvollziehbaren Urteils – am 22./23. Juni 1949 in Dresden alle Angeklagten zu 25 Jahren Zuchthaus. Ihnen wurden Kontakte zum Ostbüro der SPD als Spionagetätigkeit angelastet. Rudolph wurde zusätzlich mit der Beschlagnahmung seines Eigentums bestraft und saß bis zum 13. Dezember 1954 im berüchtigten nationalsozialistischen Strafgefängnis Bautzen (Gelbes Elend).
Danach wurde er in das Zuchthaus Brandenburg-Görden verlegt. Durch eine Krebserkrankung wurde er im Dezember 1954 und nochmalig im Januar 1955 ins Haftkrankenhaus Leipzig verlegt. Die Bestattung seiner sterblichen Überreste erfolgte nie. Seine Urne wurde am 17. März 1965 laut Unterlagen des Ministeriums für Staatssicherheit der DDR „entsorgt“.

## Rehabilitation
Am 12. November 1997 wurde Carl Rudolph gemäß Artikel 3 des Gesetzes der Russischen Föderation (über die Rehabilitierung von Opfern politischer Repression) vollständig rehabilitiert.

## Primärquellen
- Sächsisches Staatsarchiv – Hauptstaatsarchiv Dresden, Landesregierung Sachsen, 11401 Ministerium für Volksbildung, Nr. 406, 449, 516, 518
- Sächsisches Staatsarchiv – Staatsarchiv Chemnitz, 30404 Kreistag/Kreisrat Chemnitz 1945–52, Nr. 1546 bis 1552, 1554, 1556, 1558, 1561, 1592
- Stadtarchiv Chemnitz, Gemeinde Glösa, Nr. 412, 430
- Bundesarchiv-Bestand DR 2/705 Ministerium für Volksbildung, DO 1 Ministerium des Innern: SMT-Karteiakte-R
- Stiftung Sächsische Gedenkstätten, Rehabilitationsbescheiningung AZ.: 5uk-1516-97, Generalstaatsanwaltschaft der Russischen Föderation